# Husby-Ärlinghundra kyrka
Husby-Ärlinghundra kyrka tillhör Husby-Ärlinghundra församling i Uppsala stift. Kyrkan ligger mellan Märsta och Arlanda och är en av fyra medeltida östtornskyrkor i Stockholms län. Kyrkor av detta slag har kyrktornet i öster ovanför altaret och koret.

## Kyrkobyggnaden
Första kyrkan på platsen var sannolikt en gårdskyrka av trä. Nuvarande kyrkobyggnad uppfördes helt av gråsten någon gång efter mitten av 1100-talet. Från början bestod den av långhus med kor och torn i öster samt till koret en halvrund absid. I koret finns ett ursprungligt gråstensvalv som byggdes innan tegel kom i bruk i trakten. Någon gång på 1200-talet eller i början av 1300-talet förlängdes kyrkan åt väster med en tredjedel av långhusets längd. Tillbyggnadens väggar var från början lägre än i övriga långhuset. Sakristian tillkom senare än övriga kyrkan eftersom dess murar inte ligger i förband med koret. Troligen uppfördes sakristian någon gång på 1300-talet eller 1400-talet och ersatte då en äldre sakristia. Vapenhuset vid södra sidan uppfördes på 1400-talet. Under senare delen av medeltiden försågs sakristian och vapenhuset med kryssvalv av tegel. Vid början av 1400-talet försågs långhusets östra del med två kryssvalv av tegel som ersatte ett plant trätak. Först år 1690 höjdes väggarna i långhusets västra del och försågs då med kryssvalv. År 1719 byttes tornspiran ut mot en tornhuv och troligen sänkte man då tornets höjd. Samtidigt täcktes kyrktaket om. Vindflöjlarna på vapenhusets och långhusets tak bär detta årtal. Möjligen var det vid samma tidpunkt som nuvarande stora fönster höggs upp. Ursprungliga fönstren var betydligt mindre. Ett av dessa sitter på långhusets sydmur, men är bara synligt från vapenhusets vind. Alla kyrkans byggnadsdelar har tak klädda med träspån. Vid en yttre renovering 2011 byttes samtliga takspån ut mot nya. Samtidigt rengjordes fasaderna som därefter målades om .

## Interiör
År 1898 restaurerades kyrkans interiör till en tidstypisk nygotisk stil. Väggar och valv försågs med enkel dekorativ målning. Äldre sluten bänkinredning ersattes med öppna bänkar. År 1951 återfick kyrkans inredning sin 1700-talsprägel då väggar och valv vitkalkades. Öppna bänkinredningen ersattes åter av en sluten. Elektrisk uppvärmning installerades.

## Inventarier
- I koret står dopfunten av kalksten som är ett gotländskt arbete från senare delen av 1200-talet.
- Kyrkans ursprungliga dörr från romansk tid förvaras i vapenhuset. Dörren har enkla beslag. Dess nyckelplåt och oräfflade band är från senare tid. Sakristians gamla dörr av hopnitade plåtar är ännu i bruk.
- En skulptur föreställande Sankt Mikael triumferande på draken är från 1200-talet.
- En skulptur föreställande en sittande madonna är från förra delen av 1200-talet.
- Ett välbevarat triumfkrucifix är från 1300-talet och hänger numera på sin gamla plats i triumfbågen.
- Predikstolen sattes upp 1721 och tillskrivs Burchard Prechts verkstad. Korgen har förgyllda ornamentala dekorationer och baldakinen pryds med en skulptur föreställande ett lamm.
- Altaret av trä är från 1799 och pryds av en altartavla föreställande nattvardens instiftelse. På altaret finns ett krucifix av ebenholts som köptes in 1951.
- Orgeln med 15 stämmor två manualer och pedal är tillverkad 1939-1940 av J. Kloss i Jägerndorf. Tidigare orgel med sex stämmor bar årtalet 1876 och var tillverkad av orgelbyggaren Edberg i Björklinge.
- Ett par altarljusstakar är från slutet av 1600-talet och skänkta från Steninge. Ljusstakarna är av drivet silverarbete med fruktornament. Från samma tid finns ett par kopparljusstakar med drivna ornament och vridna skaft.
- Ett par tennljusstakar från 1700-talet i typisk barockstil är märkta O H S - A E D.
- En ljuskrona i koret är skänkt 1714 från Broby. Längst fram i långhuset finns en ljuskrona skänkt 1673 och ljuskronan längst bort är omgjuten 1821 av en ljuskrona skänkt 1726. Alla tre nämnda ljuskronor är av mässing.
- En brudkrona av silver med ädelstenar är skänkt till kyrkan nyårsafton 1951 av insamlade medel.
- En röd mässhake är från omkring år 1800 och en svart mässhake är från 1843.

### Orgel
- 1787-1788 byggde Jonas Ekengren, Stockholm en orgel med 8 stämmor.
- 1876 byggde Johan Edberg, Björklinge en orgel med 6 stämmor, en manual och bihängd pedal.
- 1939-1940 byggde Joseph Kloss, Jägerndorf, Tjeckoslovakien en orgel med 17 stämmor, två manualer och pedal.
- Den nuvarande orgeln byggdes 1971-1972 av Åkerman & Lunds Nya Orgelfabriks AB, Knivsta. Orgeln är mekanisk med slejflådor och har ett tonomfång på 56/30. Fasaden är från 1876 års orgel.

| Huvudverk I          | Svällverk II      | Pedal        | Koppel |
| Rörflöjt 8´          | Spetsgamba 8'     | Subbas 16´   | I/P    |
| Principal 4'         | Gedackt 8'        | Svegelbas 8' | II/P   |
| Gedacktflöjt 4'      | Traversflöjt 4'   | Oktava 4'    | II/I   |
| Waldflöjt 2'         | Kvintadena 4'     | Nachthorn 2' |        |
| Sesquialtera II      | Principal 2'      | Fagott 16'   |        |
| Mixtur III-IV 1 1⁄3' | Scharf III 1'     |              |        |
|                      | Oboe 8'           |              |        |
|                      | Tremulant         |              |        |
|                      | Crescendosvällare |              |        |

## Omgivning
- Förr i tiden var kyrkogården omgiven av bogårdsmur med spåntak. I muren fanns två stigluckor, en åt väster och en åt söder. Bogårdsmuren av gråsten finns ännu kvar men har inte längre spåntak. Stigluckorna avlägsnades 1833. Numera finns bara en ingång på södra sidan med murade stolpar och järngrindar.
- Vid kyrkogårdsmurens östra sida finns en klockstapel som uppfördes år 1717 och ersatte en äldre stapel. År 1819 blev den beslagen med brädor och taket fick sitt nuvarande utseende. Stapeln har en spånklädd svängd huv som kröns med ett kors som bär årtalet 1717. År 2004 genomgick klockstapeln en renovering då paneler byttes ut, fasaderna rödtjärades, dörr och luckor svarttjärades. I stapeln hänger två kyrkklockor. Storklockan är omgjuten 1843 medan lillklockan är omgjuten 1851 [3].
- I kyrkväggen öster om vapenhuset finns en runsten U433 inmurad. I kyrkogårdsmuren finns ett runstensfragment U434. Inmurad i sakristians östra vägg finns runstenen U435. Vid västra kyrkogårdsmuren finns flera fragment av runstenen U2003 som har samlats ihop till en enhet [4].

## Bildgalleri

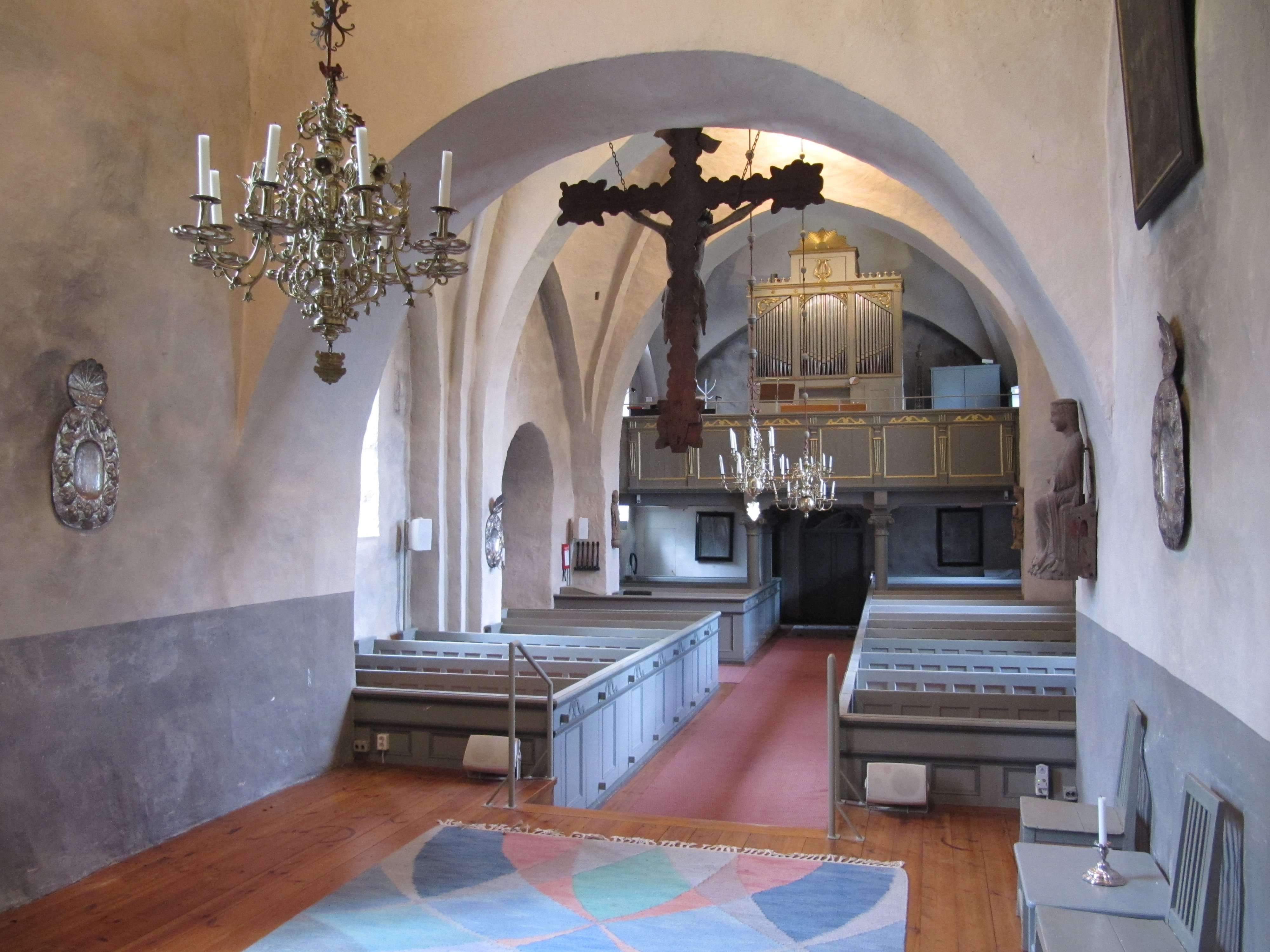
Kyrkorum från koret
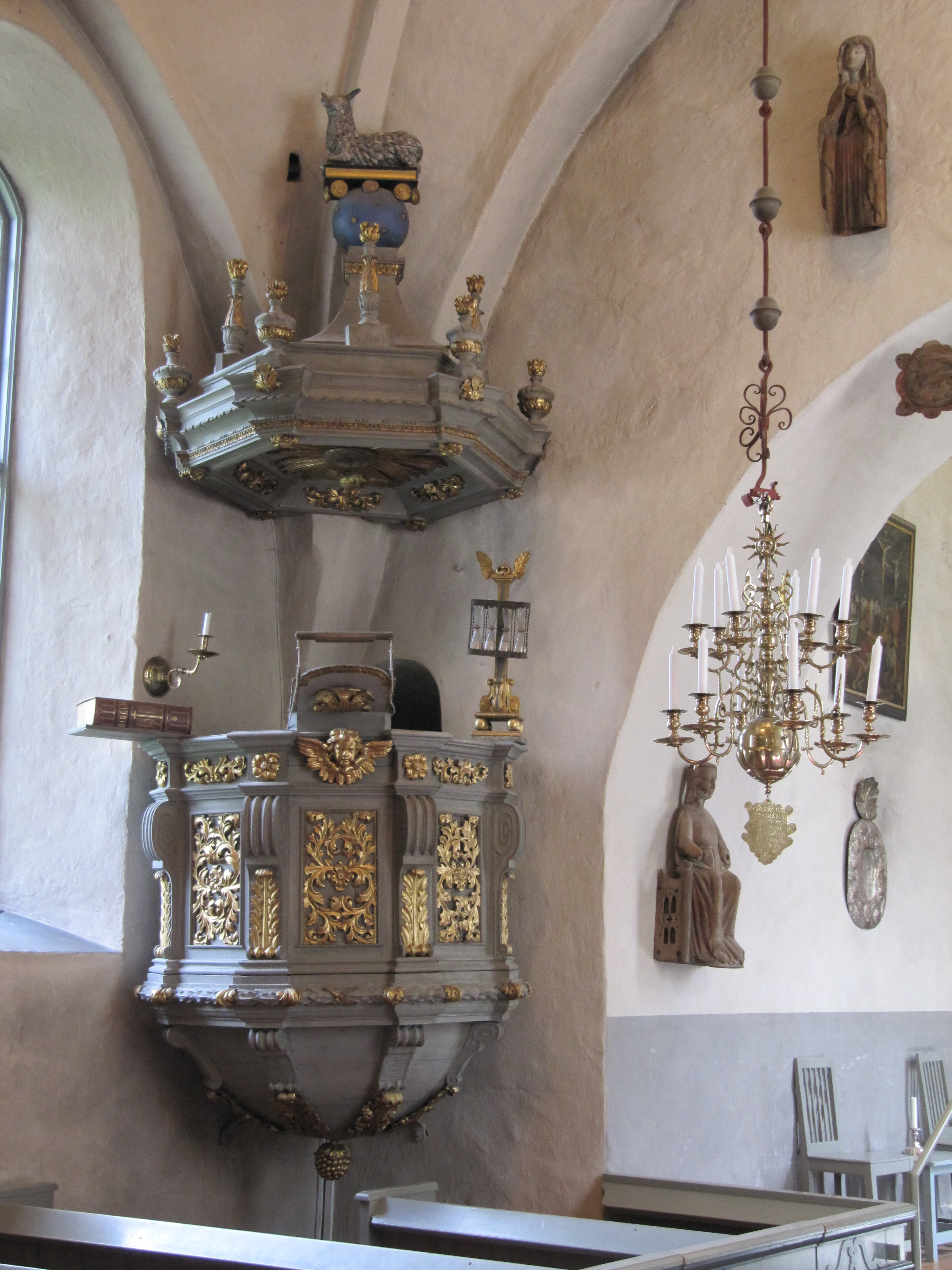
Predikstol
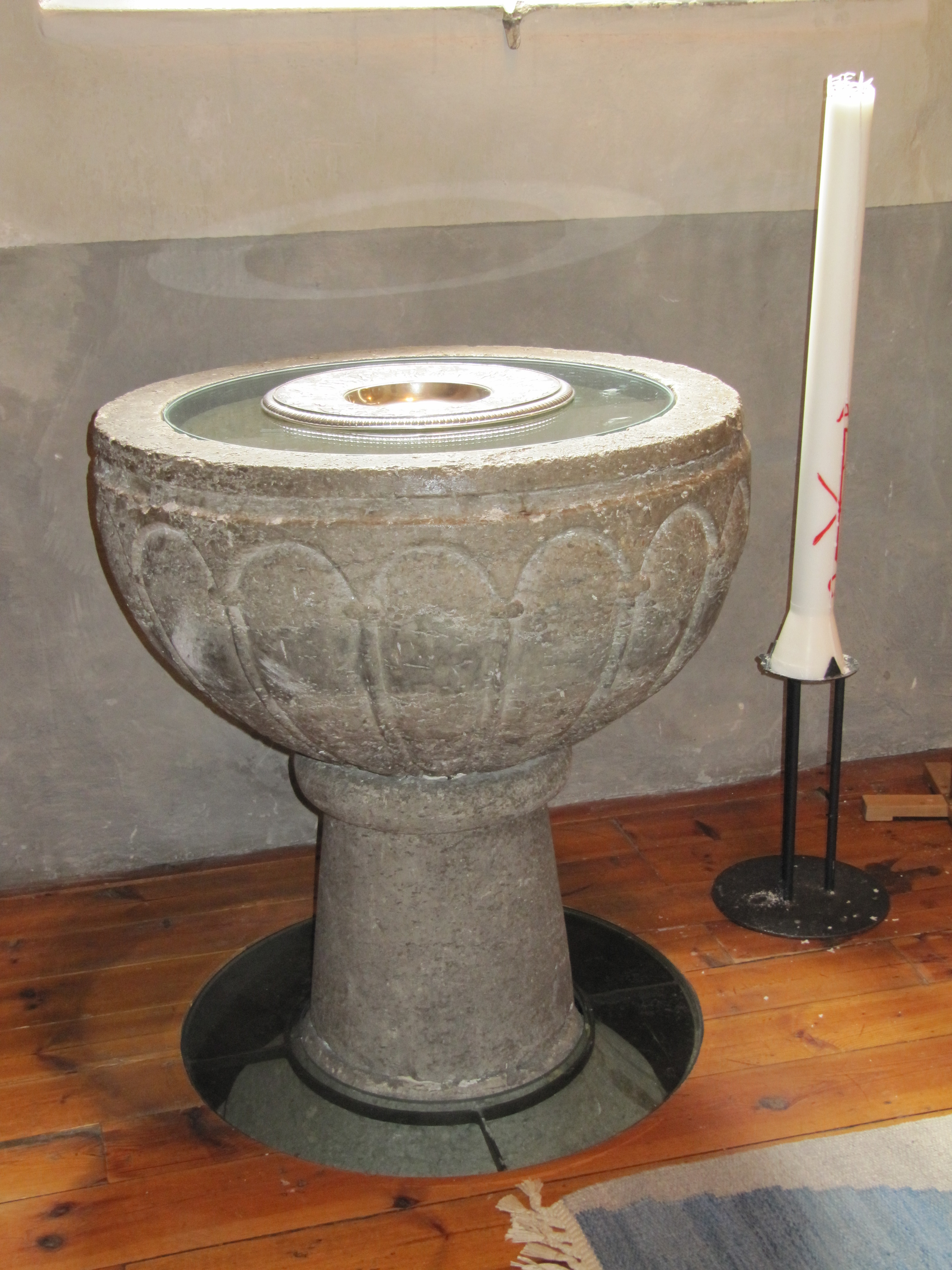
Dopfunt
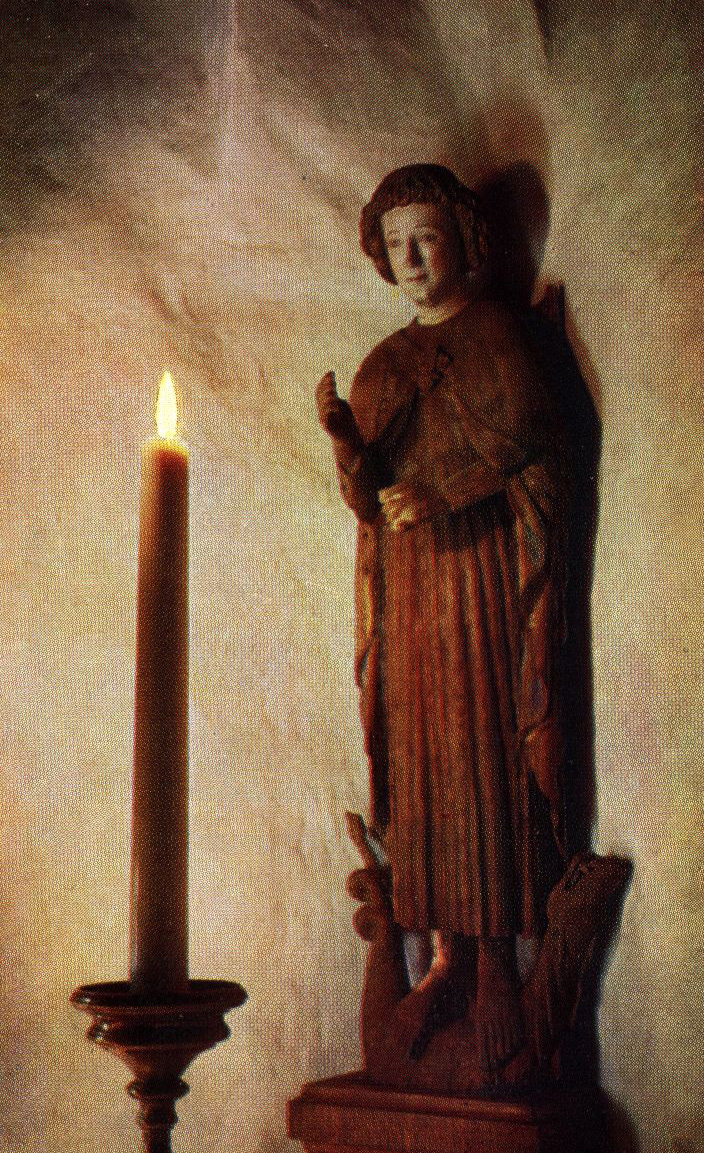
Skulptur av Sankt Mikael trampande på draken
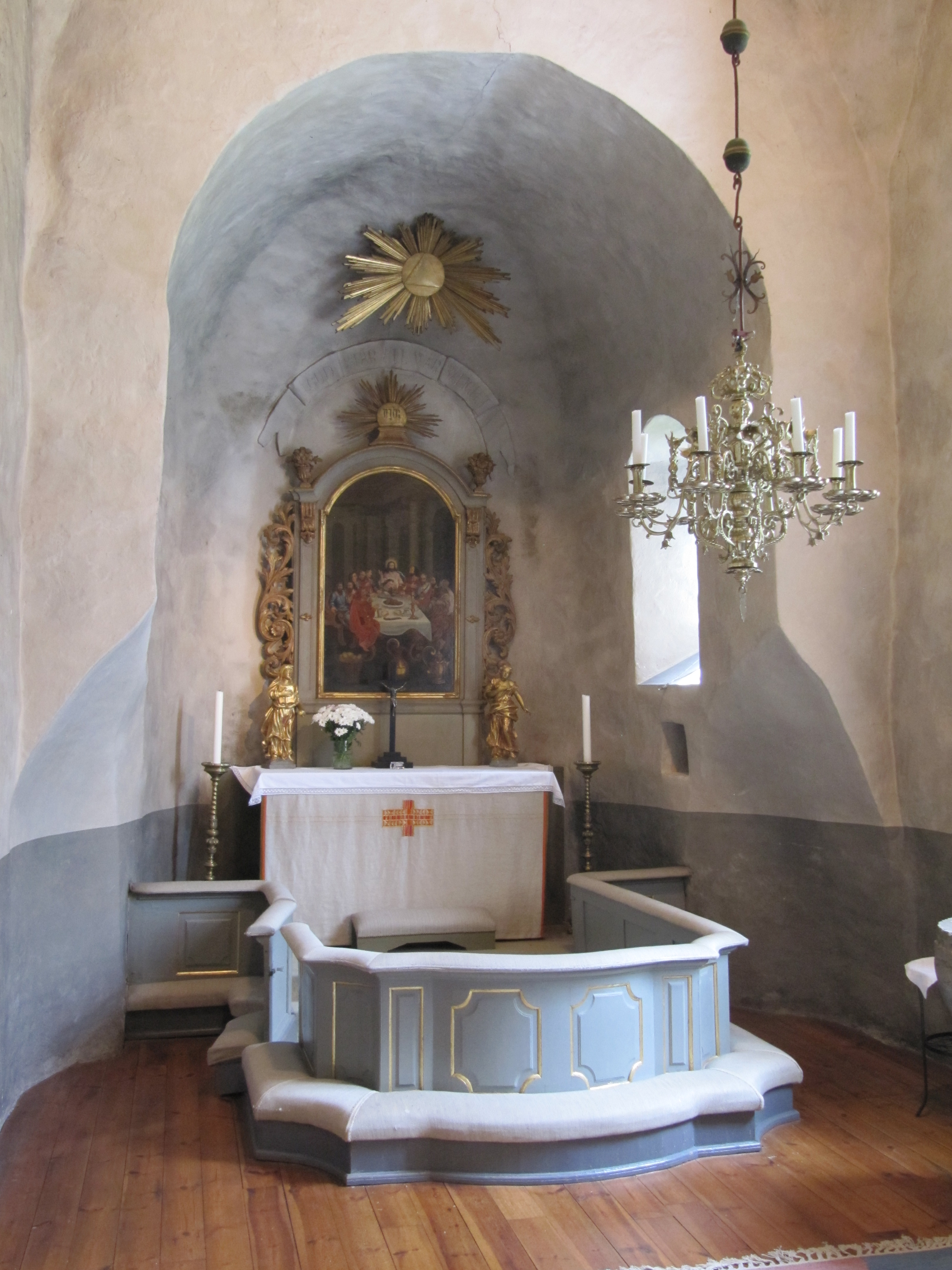
Altare
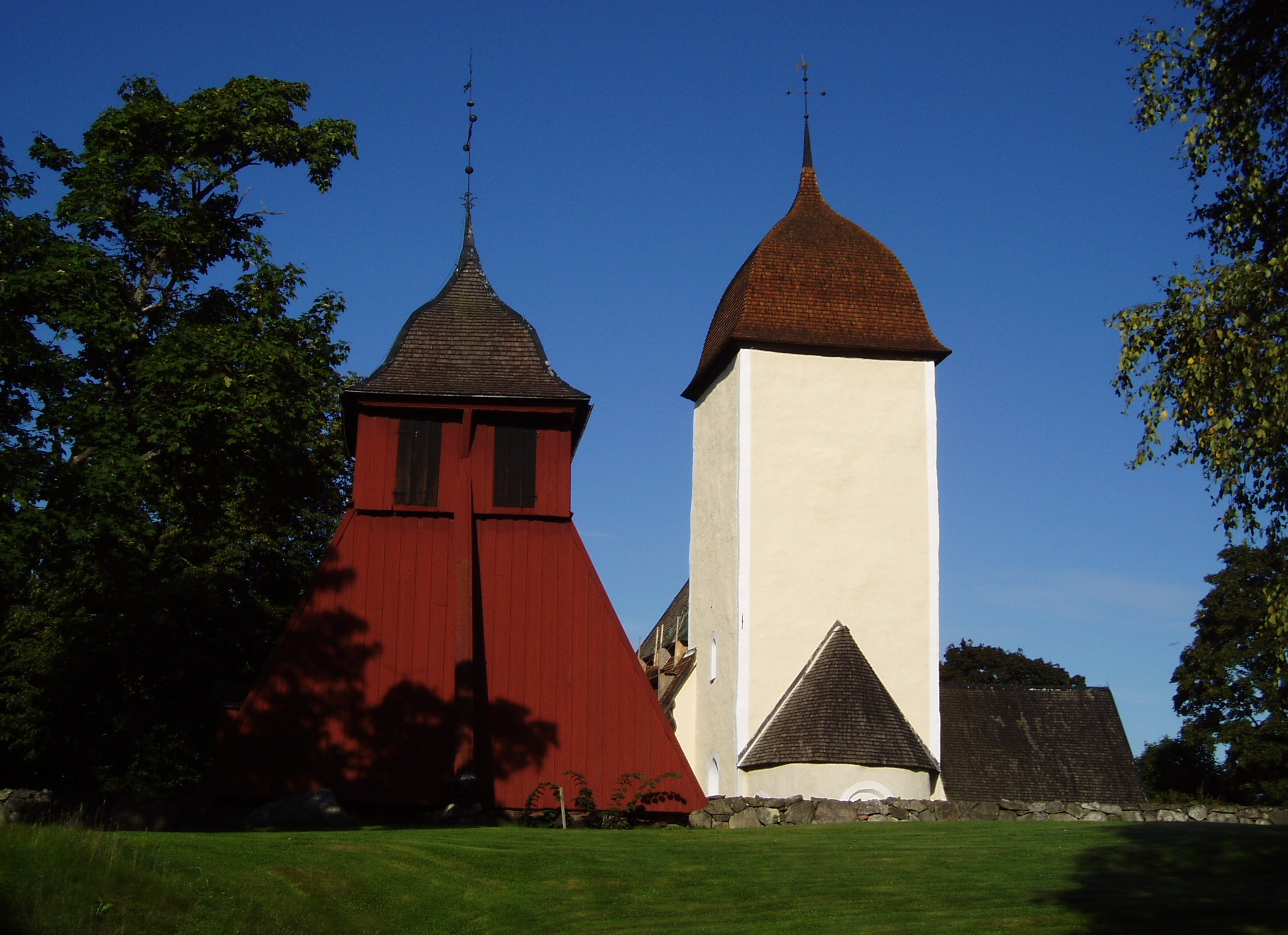
Kyrkan med klockstapel